# El tresor de Rackham el Roig
El tresor de Rackham el Roig és el dotzè àlbum de Les aventures de Tintín i Milú creat per Hergé, publicat inicialment en blanc i negre del 19 de febrer al 23 de setembre de 1943 en forma de tira còmica al diari Le Soir. L'album a color es va publicar el 1944. Aquesta aventura marca l'arribada del professor Tornassol a la sèrie.

## Argument
És la continuació de 'El secret de l'Unicorn', on els nostres amics van a la cerca del tresor. Amb l'ajuda del professor Tornassol i el seu submarí el troben, però només hi ha les restes del vaixell i uns pergamins. Un cop a Europa, en Tornassol desxifra el significat dels pergamins i troben el tresor al castell de Molins de Dalt. En una època on Bèlgica està ocupada pels alemanys, Hergé no tracta temes complicats i es decanta per un tema inofensiu com la cerca d'un tresor.